# Vittorio Paliotti
Vittorio Paliotti (Napoli, 28 luglio 1930 – Napoli, 14 maggio 2023) è stato un giornalista, scrittore e drammaturgo italiano.

## Biografia
Articolista de Il Mattino, studioso del fenomeno criminale della camorra, fu un profondo conoscitore della realtà partenopea. Come giornalista esordì nel Candido di Giovannino Guareschi. Collaborò con i maggiori settimanali italiani (Oggi, Epoca e Gente). Fu autore di romanzi e di opere teatrali. I suoi libri sono stati tradotti in diverse lingue. 
Documentarista per la Rai, fu autore nel 1973 del libro La camorra da cui venne tratto nel 1978 lo sceneggiato televisivo Storie della camorra, con Massimo Ranieri, Luigi Vannucchi, Renzo Palmer e Mariano Rigillo. A questo lavoro seguì nel 1993 Storia della camorra. Dal '500 ai nostri giorni (pubblicato da Newton & Compton). Fu anche autore, nel 1993, di uno studio sul quartiere napoletano di Santa Lucia: Santa Lucia il mare che diventa Napoli.
Storiografo della Repubblica di Santo Stefano, se ne occupò in La repubblica di Santo Stefano, in Storia della camorra (prima edizione Roma, Newton & Compton, 1993, pp. 127–131. 8879832875). A Paliotti, inoltre, si devono anche molte biografie, fra cui quella del soprano Maria Malibran.
Per Bompiani, curò la pubblicazione delle opere postume di Giuseppe Marotta Il teatrino del Pallonetto e Di riffe o di raffe.

## Opere

### Romanzi

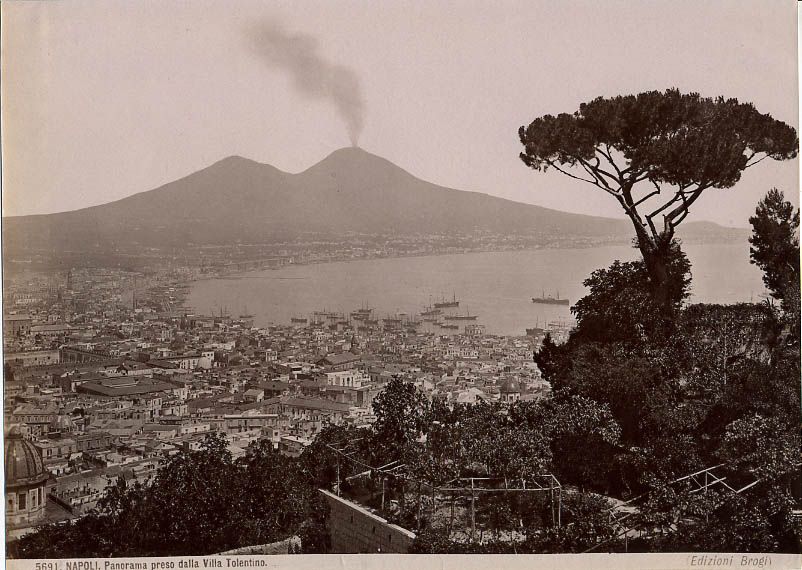
Tuttologo di cose napoletane, Paliotti si è occupato anche del Pino di Napoli.

Autore di romanzi, ha pubblicato per questo genere letterario:
- Casa con panorama (anche per il teatro)
- Spara, amore mio
- Donna di salvataggio
- La strada delle maschere
- La luna fredda
- Dentro di me una strega

### Teatro
- Casa con panorama (dal testo letterario omonimo, messa in scena da Giuseppe Di Martino, musiche di Roberto De Simone, con Angela Luce, Ugo D'Alessio e Vittorio Mezzogiorno)
- Ho sposato la più grande (regia di Giuseppe Di Martino, protagonisti Luisa Conte e Pietro De Vico).

### Altre opere
- Capri amori e sospiri (raccolta di racconti su Capri)
- Napoli nel cinema (scritto con Enzo Grano)
- Forcella la casbah di Napoli
- Totò principe del sorriso
- Salone Margherita. Una storia napoletana. Il primo cafè-chantant d'Italia; dalle follie della belle époque all'avanspettacolo e oltre...
- In Campania
- La macchietta
- Napoletani si nasceva
- Il Vesuvio una storia di fuoco
- La satira a Napoli
- San Gennaro
- Mi disse Napoli
- Maria Malibran
- Napoli dopo la nottata
- Proverbi napoletani
- Santa Lucia il mare che diventa Napoli
- Storia della canzone napoletana
- Storia della camorra
- Napoli sconosciuta
- Il Vesuvio con la cipria
- Vacanze dorate
- Elogio del gatto
- Napoli all'aperto
- Il paradiso imperfetto
- Il romanzo d'avventure – da Robinson Crusoe a Tex Willer
- Il dolore proibito. Due anni a Salò- testimonianze di un avanguardista
- Storia della canzone napoletana